# Kahutsi
Koordinaten: 58° 31′ N, 23° 1′ O

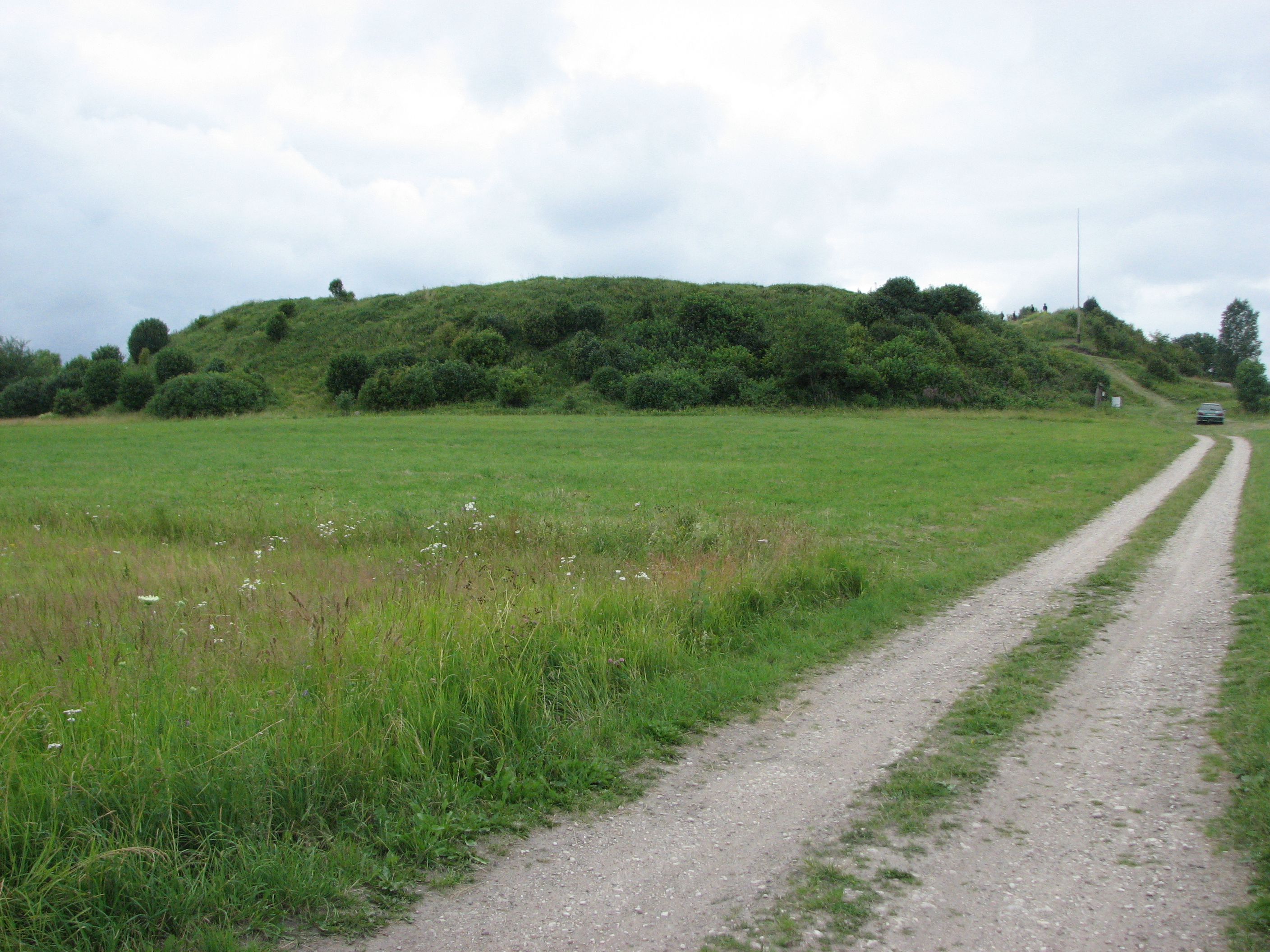
Blick von Osten auf die ehemalige Wallburg

Kahutsi ist ein Dorf (estnisch küla) auf der größten estnischen Insel Saaremaa. Es gehört zur Landgemeinde Saaremaa (bis 2017: Landgemeinde Pöide) im Kreis Saare.

## Einwohnerschaft, Lage und Geschichte
Das Dorf hat 29 Einwohner (Stand 31. Dezember 2011). Es liegt 43 Kilometer nordwestlich der Inselhauptstadt Kuressaare.
Der Ort wurde erstmals im 15. Jahrhundert unter dem Namen Kaghovere urkundlich erwähnt.

## Wallburg
Südwestlich des Dorfkerns finden sich die Überreste einer Wallburg der heidnischen Esten aus dem 12. Jahrhundert. Der innere Ringwall war bis zu 5,7 Meter hoch, der Äußere bis zu 11 Meter.
Die Burg wurde erstmals in der Anfang des 13. Jahrhunderts verfassten Chronik Heinrich von Livlands erwähnt. Sie ist bislang archäologisch wenig erforscht.